# Batuana rougeoti
Batuana rougeoti är en fjärilsart som beskrevs av François Louis Nompar de Caumont de Laporte 1976. Batuana rougeoti ingår i släktet Batuana och familjen nattflyn. Inga underarter finns listade i Catalogue of Life.